# Wenquan, Guangdong
Wenquan (kinesiska: 温泉) är en köping i sydöstra Kina. Den ligger i stadsdistriktet Conghua i provinshuvudstaden Guangzhou i provinsen Guangdong, omkring 69 kilometer nordost om centrala Guangzhou. Antalet invånare är 55 194. Befolkningen består av 27 129 kvinnor och 28 065 män. Barn under 15 år utgör 14,0 %, vuxna 15-64 år 78 %, och äldre över 65 år 7,0 %.